# Thüringer Motorwagenfabrik
Die Thüringer Motorwagenfabrik war ein deutscher Hersteller von Automobilen.

## Unternehmensgeschichte
Der Sattlermeister A. Schütterer und der Stellmacher L. Schneider gründeten am 4. Juli 1894 das Unternehmen in Neustadt an der Orla und begannen zusammen mit einem Techniker mit der Produktion von Automobilen. 1895 endete die Produktion. Insgesamt entstanden im Laufe von etwa 18 Monaten fünf Exemplare.

## Fahrzeuge
Von den Fahrzeugen ist nur bekannt, dass sie über Niederspannungs-Magnetabreißzündung von Bosch verfügten.